# Policijska akademija 3
Policijska akademija 3 (polni naslov Policijska akademija 3: Spet v šoli, izvirno angleško Police Academy 3: Back in Training) je ameriška komedija iz leta 1986, ki jo je režiral Jerry Paris. Gre za tretji del franšize Policijska akademija in nadaljevanje filma Policijska akademija 2.
Kljub prejemu splošno negativnih ocen je prinesel dobiček v blagajno, saj je po svetu zaslužil 107 milijonov dolarjev, proračun za film pa je znašal 12 milijonov dolarjev.
Gre za prvi film v seriji, ki je prejel oznako PG za jezik, nasilje in surov humor. Enako oznako so prejeli tudi vsi naslednji filmi iz te franšize. Prvi del je dobil oznako R, drugi pa PG-13.

## Zgodba
V veliki garažni zgradbi se poročnik Proctor in poveljnik Mauser srečata z bivšima kadetoma (sedaj narednikoma) Chadom Copelandom in Kyleom Blanksom s policijske akademije poveljnika Lassarda. Govori se, da državna vlada ne želi več nadaljevati s financiranjem dveh akademij, zato Mauser od narednikov želi, da bi odpadla Lassardova. Možje se strinjajo z načrtom, saj vedo, da je to njihova edina priložnost, da se maščujejo Lassardu, ki jih je uvrstil med najslabše diplomante svojih letnikov.
Naslednji dan po objavi guvernerja, da bo imenoval odbor, ki bo ocenil, katera od obeh akademij naj ostane odprta, Mauser prične pridobivati prednost s svojimi nagovarjanji, vendar narednik Jones to hitro prepreči z diskretnim poniževanjem Mauserja pred guvernerjem z oponašanji različnih zvokov. Poveljnik Lassard najde rešitev za zmago: skupaj z narednikom Jonesom in poročnico Callahanovo pokliče nazaj narednike Mahoneyja, Hooksovo, Hightowerja in Tackleberryja za pomoč pri usposabljanju novih kadrov. Med njimi so žena narednika Facklerja Violet (ki ji mož nasprotuje, da bi se jim pridružila), Sweetchuck in Zed (ki se poznata od prej, saj je Zed vodil tolpo, ki je nadlegovala Sweetchucka, takrat krotkega lastnika malega podjetja), Karen Adams (lepa mlada ženska, ki privlači Mahoneyja, vendar zavrača njegovo dvorjenje), Tackleberryjev svak Bud Kirkland in Tomoko Nogata, ki je bil sprva član Mauserjeve akademije, vendar ga je ta poslal v Lassardovo v upanju, da bo dodatno sabotiral njegovo akademijo.
Po nekaj tednih treninga se Nogata zaljubi v Callahanovo. Sweetchuck razmišlja, da bi prenehal, potem ko ga Zed, s katerim je prisiljen deliti sobo, spravi na rob obupa, vendar ga Tackleberry prepriča v nasprotno in vzame pod svoje okrilje. Copeland in Blanks prepričata rekrute v delanje stvari, zaradi katerih odbor podvomi o njihovi usposobljenosti. Mauser in Proctor jih dražita. Mahoney se maščuje tako, da prelepi Mauserjeve oči med delanjem preizkusa okušanja. Ko Proctorju uspe odstraniti trak, nenamerno odtrga še Mauserjeve obrvi.
Tako Lassard kot Mahoney se pred nadaljevanjem usposabljanja pogovorita z vsakim od kadetov. Adamsova se končno odzove na Mahoneyjevo dvorjenje po pogovoru z njim. Na balu policistov se Mahoney sreča s svojo prijateljico prostitutko, potem ko Proctor užali njega in Adamsovo, da mu pomaga pri maščevanju – Proctorja zavede, da se sleče do golega in ga nato zaklene izven hotelske sobe. Med poskusom vrnitve na svojo akademijo Proctor nenamenoma vstopi v gejevski bar Modra ostriga. Mauser žali Lassarda pred rekruti in mu pove, da zmaguje. Mahoney se zato maščuje, da mu mikrofon za govor na balu nastavi v vrč vode. Ko ga Mauser prime, ga strese.
Zadnji dan usposabljanja kadetov nastopi evalvacija na guvernerjevem balu, ki se ga udeleži po en kadet iz vsake akademije (Proctor navodila napačno razume in pošlje dva). Copeland in Blanks manipulirata z računalniškim sistemom in namerno pošiljata avtomobile na napačne lokacije v upanju, da bosta s tem pomagala Mauserju do zmage, vendar ju pri tem zaloti Hooksova in jima prepreči nadaljnje škodovanje. Na guvernerjevi zabavi tolpa tatov začne ropati goste in guvernerja vzame za talca. Mauserjevi kadeti ob njihovi grožnji takoj odpovejo, Lassardov kadet Hedges pa uspe opozoriti Lassardovo ekipo, da ne postanejo talci tatov, zaradi česar Mahoney in njegova ekipa rešijo guvernerja. Mauserjeva akademija se tako izkaže za neučinkovito pri odzivanju na izredne razmere, Lassardova ekipa pa za uspešno.
Na koncu guverner zapre Mauserjevo akademijo, ker niso uspeli posredovati ob ropu na zabavi in tako odprta ostane Lassardova. Epilog pokaže Lassarda med govorom o hvaležnosti akademije za zelo veliko rekrutov. Diplomanti salutirajo v kamero.

## Igralska zasedba

### Lassardova akademija
- Steve Guttenberg kot narednik Carey Mahoney
- Bubba Smith kot narednik Moses Hightower
- David Graf kot narednik Eugene Tackleberry
- Michael Winslow kot narednik Larvell Jones
- Leslie Easterbrook kot poročnica Debbie Callahan
- Marion Ramsey kot narednica Laverne Hooks
- Bruce Mahler kot narednik Douglas Fackler
- George Gaynes kot komandant Eric Lassard
- Scott Thomson kot narednik Chad Copeland
- Brant von Hoffman kot narednik Kyle Blanks

### Mauserjeva akademija
- Art Metrano kot komandant Ernie Mauser
- Lance Kinsey kot poročnik Carl Proctor

### Lassardovi kadeti
- Debralee Scott kot Violet Fackler
- Tim Kazurinsky kot Carl Sweetchuck
- Brian Tochi kot Tomoko Nogata
- Andrew Paris kot Bud Kirkland
- Bobcat Goldthwait kot Zed McGlunk
- Shawn Weatherly kot Karen Adams
- David Huband kot kadet Hedges
- Marcia Watkins kot kadetinja Sarah

### Mauserjevi kadeti
- R. Christopher Thomas kot kadet Baxter #1
- David James Elliott kot kadet Baxter #2

### Drugi
- George R. Robertson kot komisar Henry Hurst
- Ed Nelson kot guverner Neilson
- Georgina Spelvin kot prostitutka
- Arthur Batanides kot gospod Kirkland
- Chas Lawther kot gospod Delaney
- Doug Lennox kot glavni negativec
- TJ Scott kot ropar
- Jerry Paris kot duhovnik

## Produkcija
Tako kot drugi filmi iz serije je bil tudi ta v večini posnet v Torontu v Ontariu v Kanadi. Obris mesta je jasno razpoznaven v zaključnih prizorih, ki se dogajajo v jahtnem klubu. V enem od prizorov rekrutka zapelje policijski avto čez gomilo umazanije iz celotne uličice. Na koncu te uličice je škatla za papir z napisom Toronto Sun. Mestna mreža, prikazana na računalniškem dispečerskem sistemu, prikazuje tudi zemljevid mestnih ulic v Torontu, predvsem Trinity, Yonge, Queen Streets in Gardiner Expressway. V prizoru, v katerem Tackleberry s pištolo strelja v televizijski zaslon, je v ozadju tudi avtomat podjetja gaziranih pijač Canada Dry, ki se ga najde le v Kanadi.

## Sprejem

### Zaslužek
Film je debitiral na prvem mestu po zaslužku v ZDA. Tam je prinesel preko 43 milijonov dolarjev zaslužka, s čimer je po finančnem donosu pristal na 17. mestu med filmi iz leta 1986. Soočil se je z močno konkurenco številnih drugih komičnih filmov iz začetka tega leta, kot so bili Back To School, Ruthless People, Ferris Bueller's Day Off, Down And Out In Beverly Hills, Legal Eagles, Short Circuit, Running Scared, The Money Pit, Gung Ho, Hanna in njeni sestri, Wildcats in Jo Jo Dancer, Your Life Is Calling. Film je po vsem svetu zaslužil preko 107 milijonov dolarjev ob proračunu 12 milijonov dolarjev.

### Kritike
Na spletni strani Rotten Tomatoes ima film oceno 40 % na podlagi 10-ih kritikov. Na strani Metacritic je dobil 33 točk od 100 možnih na podlagi ocen 8 kritikov, kar kaže na splošno neugoden sprejem. Občinstvo, ki ga je anketiralo podjetje CinemaScore, je filmu dalo oceno B+.
Pri reviji Variety so zapisali: »Zasedba je v bistvu še vedno nedotaknjena in če ima Policijska akademija 3 kakšen čar, je to v dobronamerni neumnosti teh ljudi. Ti ljudje so tam, da se jim drugi smejijo.« Kevin Thomas iz časnika Los Angeles Times je napisal: »Največ, kar lahko rečete za Policijsko akademijo 3, je, da ni slabša od Policijske akademije 2, ki je bila grozna.«